# Kanton Murat
Kanton Murat (fr. Canton de Murat) je francouzský kanton v departementu Cantal v regionu Auvergne. Tvoří ho 15 obcí.

## Obce kantonu
- Albepierre-Bredons
- Celles
- Chalinargues
- La Chapelle-d'Alagnon
- Chastel-sur-Murat
- Chavagnac
- Cheylade
- Le Claux
- Dienne
- Laveissenet
- Laveissière
- Lavigerie
- Murat
- Neussargues-Moissac
- Virargues